# Linda Hayden
Linda Hayden, nascida Linda Higginson (Stanmore, Middlesex; 19 de janeiro de 1953) é uma atriz de cinema e televisão inglesa. Ela é mais conhecida por seus papéis em filmes de terror e comédias sexuais britânicos dos anos 1970.

## Carreira
Hayden nasceu em Stanmore, Middlesex. Ela treinou com a escola de teatro Aida Foster em dança, canto e atuação teatral antes de fazer sua estreia no cinema aos 15 anos no controverso Baby Love (1969), interpretando uma colegial que seduz sua família adotiva. Em seguida, ela apareceu em dois filmes de terror; interpretando Alice Hargood em Taste the Blood of Dracula, da Hammer (1970), seguido por uma performance memorável como a possuída por demônios Angel Blake em The Blood on Satan's Claw (1971), feito pela Tigon. Em 1972, ela interpretou uma adolescente grávida que pede carona em Something to Hide, levando Peter Finch ao assassinato e à loucura.
Hayden apareceu ao lado de Robin Askwith, seu então namorado, nas populares comédias sexuais Confessions of a Window Cleaner (1974), Confessions from a Holiday Camp (1977) e, com Fiona Richmond, em Let's Get Laid (1978); assim como no obscuro filme cult Queen Kong (1976). Ela também dividiu o palco com Askwith, na farsa Who Goes Bare, de Richard Harris e Leslie Darbon. Hayden e Richmond já haviam aparecido juntos no thriller Exposé (1976), que era conhecido como Trauma nos EUA e House on Straw Hill na Austrália, e banido no Reino Unido como um video nasty. Em um documentário no DVD de The Blood on Satan's Claw, Hayden diz que Exposé é o único filme que ela se arrepende de ter feito e não era o filme que ela havia feito originalmente.
Após um breve papel em The Boys from Brazil (1978), Hayden se concentrou em trabalhos de palco e televisão. Em 1980, ela apareceu na série The Professionals da ITV como 'Gerda' no episódio 'Black Out' e como 'Annie', a namorada de Terry McCann no especial de Natal Minder on the Orient Express, 1985. Ela também desempenhou um papel no suspense Underground, no Royal Alexandra Theatre de Toronto e no Prince of Wales Theatre de Londres, em 1983, além de um episódio de 1997 de The Bill.
Agora semi-aposentada, ela interpretou a Mrs Brown no remake de Exposé de Martin Kemp em 2010, com Jane March interpretando Linda—papel de Hayden no original de 1976.

## Escrita
Em março de 2023, Hayden escreveu uma introdução ao romance de terror LGBT+, Satan's Lamp, de William Jackson. Referindo-se ao seu primeiro papel no cinema como Luci em Baby Love, ela escreve: "Fiquei paralisada ao me ver em um pôster de oitenta pés de altura na Times Square... me fazendo parecer uma criatura maligna e enviando todas as mensagens erradas... Mas em uma estranha reviravolta do destino, esse outdoor acabou sendo um presságio do meu futuro com o gênero de terror."

## Vida pessoal
Ela é irmã da atriz da companhia Jane Hayden (n. 1957), que desempenhou vários papéis em filmes e na TV na década de 1970. Hayden estava em um relacionamento com o colega ator e co-estrela Robin Askwith na década de 1970. Ela se casou com Paul Elliot em 1987.

## Filmografia

### Filme
| Ano  | Título                          | Papel             | Notas                                    |
| ---- | ------------------------------- | ----------------- | ---------------------------------------- |
| 1969 | Baby Love                       | Luci              |                                          |
| 1970 | Taste the Blood of Dracula      | Alice Hargood     | Hammer production                        |
| 1971 | The Blood on Satan's Claw       | Angel Blake       | Tigon production                         |
| 1972 | Something to Hide               | Lorelei           |                                          |
| 1973 | Night Watch                     | Girl in Car       | Embassy Pictures                         |
| 1974 | Vampira                         | Helga             |                                          |
| 1974 | Madhouse                        | Elizabeth Peters  | Amicus Productions                       |
| 1974 | Barcelona Kill                  | Linda             | La redada (título original)              |
| 1974 | Confessions of a Window Cleaner | Elizabeth Radlett | Columbia Pictures                        |
| 1976 | Exposé                          | Linda Hindstatt   | House on Straw Hill (título alternativo) |
| 1976 | Queen Kong                      | The Singing Nun   |                                          |
| 1977 | Confessions from a Holiday Camp | Brigitte          | Columbia Pictures                        |
| 1978 | Let's Get Laid                  | Gloria            |                                          |
| 1978 | The Boys from Brazil            | Nancy             | 20th Century Fox                         |
| 2010 | Stalker                         | Ms. Brown         |                                          |
| 2012 | Run for Your Wife               |                   | Cameo                                    |

### Televisão
| Ano  | Título                               | Papel             | Notas                                                                                              |
| ---- | ------------------------------------ | ----------------- | -------------------------------------------------------------------------------------------------- |
| 1968 | The Charlie Drake Show               |                   | 2 episódios                                                                                        |
| 1971 | Now Look Here                        | Sally             | 4 episódios                                                                                        |
| 1972 | Crown Court                          | Linda Davies      | Episódio: "Traffic Warden's Daughter - Part 1"                                                     |
| 1973 | Some Mothers Do 'Ave 'Em             | Linda             | Temporada 1, episódio 1 "Getting a Job"                                                            |
| 1973 | Marked Personal                      | Gillian Gibson    | 2 episódios                                                                                        |
| 1975 | Village Hall                         | Helga             | Temporada 2, episódio 3 "The Rough and the Smooth"                                                 |
| 1975 | My Brother's Keeper                  | Jennie            | Temporada 1, episódio 1 "Pig in the Middle"                                                        |
| 1976 | Heydays Hotel                        | Irmgarde          | Filme para televisão                                                                               |
| 1977 | The Galton & Simpson Playhouse       | Henry's Secretary | Temporada 1, episódio 2 "Swap You One of These for Another of Those"                               |
| 1978 | Robin's Nest                         | Jan               | Temporada 3, episódio 4 "Away from All What?"                                                      |
| 1979 | Robin's Nest                         | Millie Winters    | Temporada 4, episódio 1 "Should Auld Acquaintance?"                                                |
| 1980 | Mackenzie                            | Krista            | Temporada 1, episódio 7 "Sole Agent"                                                               |
| 1980 | The Professionals                    | Gerda Helm        | Temporada 4, episódio 7 "Black Out"                                                                |
| 1981 | Dick Turpin                          | Sal               | Temporada 3, episódio 4 "Dick Turpin's Greatest Adventure - Part 4"                                |
| 1981 | Shillingbury Tales                   | Mandy Smith       | 4 episódios                                                                                        |
| 1982 | Let There Be Love                    | Annabelle         | Temporada 1, episódio 3 "Dad's the Word"                                                           |
| 1983 | Cuffy                                | Mandy             | Temporada 1, episódio 1 "Cuffy and a Carpetbagger" Temporada 1, episódio 6 "Cuffy and a Green Eye" |
| 1983 | Just Good Friends                    | Sonia             | Temporada 1, episódio 1 "After All This Time"                                                      |
| 1983 | Hart to Hart                         | Ute               | Temporada 5, episódio 7 "Passing Chance"                                                           |
| 1984 | Hammer House of Mystery and Suspense | Ellen Jarvis      | Episódio 8 "Black Carrion"                                                                         |
| 1985 | Minder                               | Annie             | Episódio: "Minder on the Orient Express"                                                           |
| 1986 | The Kenny Everett Television Show    |                   | 2 episódios                                                                                        |
| 1988 | Mr. H is Late                        | Sunbather         | Curta-metragem para televisão                                                                      |
| 1989 | The Return of Sam McCloud            | Nancy Cratchett   | Filme para televisão                                                                               |
| 1991 | The Upper Hand                       | Diana Wilkinson   | Temporada 2, episódio 9 "A Friend in Need"                                                         |
| 1992 | Shelley                              | Mrs. Archer       | 1 episódio                                                                                         |
| 1997 | The Bill                             | Wendy Pierce      | Temporada 13, episódio 112 "Performance Anxiety"                                                   |